# Charaxes analeuca
Charaxes analeuca är en fjärilsart som beskrevs av Rousseau-ducelle 1938. Charaxes analeuca ingår i släktet Charaxes och familjen praktfjärilar. Inga underarter finns listade i Catalogue of Life.